# Zabójca(y)
Zabójca(y) (fr. Assassin(s)) – francuski film kryminalny z 1997 roku w reżyserii Mathieu Kassovitza. Zdjęcia kręcono w Paryżu, Lyonie, Nantes, Noisy-le-Sec, Bondy, Gennevilliers i Villejuif.

## Fabuła
Max jest 30-letnim złodziejem. Raz łamie zasady włamywaczy, ponieważ włamuje się do swoich sąsiadów i pobliskich sklepów. Podczas takiej akcji jest świadkiem egzekucji dokonanej przez zawodowego zabójcę – pana Wagnera. Ten niepozorny starszy pan znajduje Maxa, zdobywa zaufanie jego matki, po czym uczy go swojego fachu zamiast zabić. Max zgadza się na ten układ i jego pierwszą ofiarą jest starszy pan. Nowy adept przez przypadek wplątuje 14-letniego Mehdiego.

## Główne role
- Michel Serrault – Pan Wagner
- Mathieu Kassovitz – Max
- Mehdi Benoufa – Mehdi
- Robert Gendreu – Pan Vidal
- Danièle Lebrun – Matka Maxa
- François Levantal – Inspektor
- Karim Belkhadra – Obserwator
- Roland Marchisio – Wood
- Félicité Wouassi – Pielęgniarka
- Nicolas Boukhrief – Frère de Mehdi
- Donat Vidal-Revel – Dziennikarz